# Relógio da Morte de Trump

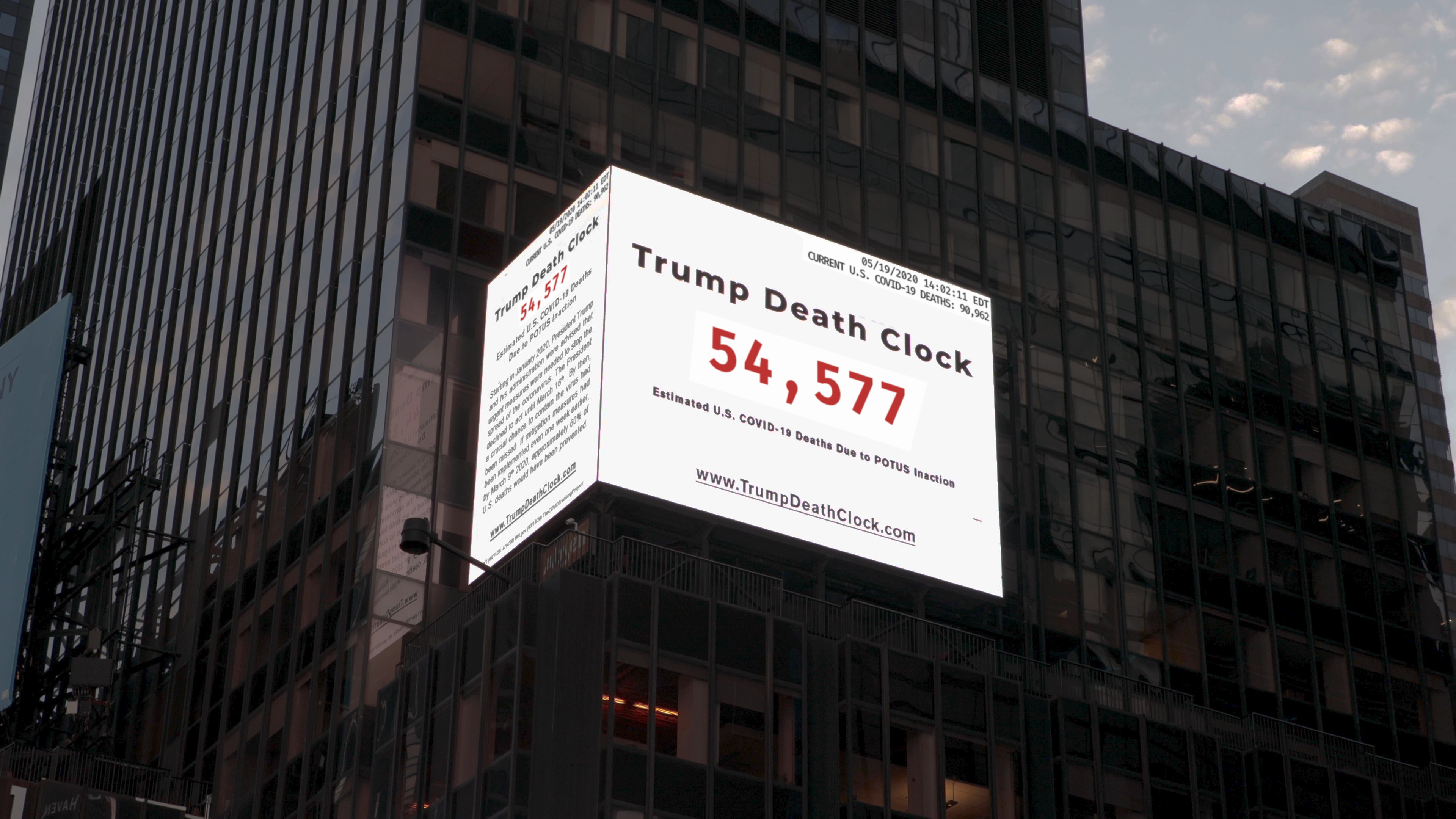
O Relógio da Morte de Trump em 19 de maio de 2020

O Relógio da Morte de Trump (em inglês: Trump Death Clock) começou como um site e, posteriormente, foi apresentado em forma de outdoor na Times Square, exibindo o número de mortes atribuíveis à suposta inação do presidente Donald Trump durante a pandemia de COVID-19 nos Estados Unidos. O relógio foi criado por Eugene Jarecki. O outdoor esteve localizado na Broadway e na West 43rd Street. 